# Sándor Csoóri
Sándor Csoóri (ur. 3 lutego 1930, zm. 12 września 2016) – węgierski pisarz. Czołowy przedstawiciel węgierskiej opozycji ludowo-narodowej.
Pisarz, scenarzysta filmowy, współtwórca filmów dokumentalnych i fabularnych o tożsamości narodowej Węgrów, m.in. Osiemdziesięciu huzarów (1978). W latach 1988–1992 redaktor naczelny niezależnego miesięcznika literackiego „Hitel” (Wiara), w 1992 został jego redaktorem naczelnym. W 1988 r. współzałożyciel Węgierskiego Forum Demokratycznego. W latach 1991–2000 przewodniczący Światowego Związku Węgrów.